# Death Row (Accept)
Death Row is het tiende studioalbum van de Duitse band Accept.
Het album uit 1994 klinkt vrij rauw en de muziek is wat simpeler dan op eerdere albums. Hoewel niet behorend tot de Accept-klassiekers, is het volgens fans wel een Accept-waardig album, met stevige metalnummers. Gitarist Jörg Fischer, die Accept verliet, werd niet vervangen, waardoor gitarist Wolf Hofmann er op dit album alleen voor staat.

## Nummers
1. Death Row (5:17)
2. Sodom & Gomorra (6:29)
3. The Beast Inside (5:57)
4. Dead On (4:52)
5. Guns 'R' Us (4:41)
6. Like a Loaded Gun (4:20)
7. What Else (4:40)
8. Stone Evil (5:23)
9. Bad Habits Die Hard (4:41)
10. Prejudice (4:14)
11. Bad Religion (4:27)
12. Generation Clash II (5:05)
13. Writing on the Wall (4:25)
14. Drifting Apart (3:03)
15. Pomp and Circumstance (3:44)

## Bezetting
- Udo Dirkschneider - zang
- Wolf Hoffmann - gitaar
- Peter Baltes - basgitaar
- Stefan Kaufmann - drums